# Prionosthenus lebanicus
Prionosthenus lebanicus är en insektsart som beskrevs av Vitaly Michailovitsh Dirsh 1950. Prionosthenus lebanicus ingår i släktet Prionosthenus och familjen Pamphagidae. Inga underarter finns listade i Catalogue of Life.